# Combat de Lithie
Insurrection de Boko Haram
Le combat de Lithie a lieu le 6 octobre 2015 lors de l'insurrection de Boko Haram.

## Déroulement
La nuit du 5 au 6 octobre 2015, à 3h40, un commando de djihadistes de l'État islamique attaque une position de l'armée tchadienne sur le lac Tchad. Le combat a lieu à Lithie, près de la localité de Kaïga Ngouboua, à deux kilomètres de la frontière avec le Nigeria.
L'attaque de l'EI est repoussée. Selon une source sécuritaire tchadienne de l'AFP, le bilan est de 11 morts et 13 blessés du côté de l'armée et 17 tués chez les djihadistes.